# Крупенин, Виталий Львович
Виталий Львович Крупенин (23 февраля 1951, Москва — 20 апреля 2020 года, Москва) — российский учёный, инженер-математик, проф., к.ф.-м.н. и д.т. н., главный научный сотрудник Института машиноведения им. А. А. Благонравова РАН.

## Биография
Окончил факультет прикладной математики МИЭМ. В 1979 году защитил кандидатскую диссертацию. В 1991 году стал доктором технических наук.
С 1974 года занимался преподавательской работой.
С 1993 года совмещал научную деятельность с научно-технологическим предпринимательством и коммерциализацией научно-технических разработок. Руководил рядом коммерческих структур, деятельно занимался разнообразными теоретическими, научно-техническими, консалтинговыми, а также инновационными проектами и венчурным инвестированием.
Генеральный директор ООО «Национальная Консалтинговая Группа», генеральный директор ЗАО «Национальная Технологическая Группа», ЗАО «НТГ — Авторезонанс», ряда других коммерческих структур.
Был руководителем и исполнителем инициативных научных проектов, поддержанных РФФИ.
В 2002 г. вернулся на научную должность в ИМАШ РАН, где трудился до своей кончины.

## Интересы

### Научная работа
Главные научные результаты В. Л. Крупенина относятся к теории нелинейных колебаний и волн, теории разрывных динамических систем, а также теории сильно нелинейных сплошных сред. Им также получены некоторые принципиальные результаты прикладного характера, которые относятся, в основном, к вибротехнике, виброреологии и вибротехнологии, а также нанотехнологии и материаловедению.
Главные научные достижения — разработка и структурирование методов частотно-временного анализа сильно нелинейных колебательных и волновых систем, в частности так называемых виброударных систем, а также динамических нелинейных систем с простыми и множественными разрывами. Крупенин построил ряд точных аналитических решений задач нелинейной механики. Получил результаты в некоторых областях теоретических основ инженерных расчётов. Обнаруженные им теоретически динамические эффекты позже были найдены экспериментально. Среди его последних результатов — обнаружение упрочняющих наноструктур при ультразвуковом авторезонансном резании металлов.

### Управлениеинновационными процессами
Под руководством Виталия Львовича были созданы ООО «Национальная Консалтинговая Группа»; ЗАО «Национальная Технологическая Группа». ООО «Национальная Консалтинговая Группа» занимается научно-техническим инвестиционной деятельностью, технологическим консалтингом и аудитом, а также внедренческими работами через свои дочерние и зависимые предприятия.

### Биотехнологии
В 2003—2006 годах Крупенин был заместителем председателя правления РОАО «РосАгроБиоПром» и одновременно исполнительным директором ОАО «Институт биотехнологий ветеринарной медицины». Руководил и участвовал в успешном осуществлении ряда биотехнологических проектов. Затем руководил управляющей компанией фирмы «Протэнфарма», разрабатывающей и внедряющей новое энтеральное питание.

### Театр
Учась в институте, Крупенин организовал студенческий театр (в дальнейшем народный театр «Пегас») и в течение более чем двадцати лет был его художественным руководителем и главным режиссёром.

## Членство в организациях
Действительный член РАЕН, РАЕ, Европейской Академии Истории Естествознания (EuANH) и Академии Нелинейных Наук, член IPACS (International Physics and Control Society), заслуженный деятель науки и образования АЕ. Член Центрального Дома Учёных РАН. Член Союза Писателей-Переводчиков и Чеховского общества (Москва).
Был главным редактором интернет-журнала «Вестник научно-технического развития», членом ряда советов директоров, редакционных коллегий и советов, а также экспертных и научных сообществ. Член NYAS.

## Преподавательская деятельность
Профессор В. Л. Крупенин возглавлял базовую кафедру «Динамика машин-автоматов» Московского политеха в ИМАШ РАН, читал лекции в МГТУ им. Н.Э. Баумана.

### Книги
- Колебания в сильно нелинейных системах. М.: Наука. 1985. 320 с. (Соавтор В. И. Бабицкий).
- Широкополосные виброударные генераторы механических колебаний. Л.: Машиностроение., 1987. 87 с. (Соавторы А. М. Веприк, П. Д. Вознюк)
- Vibration of Strongly Nonlinear Discontinuous Systems. Springer 2001, 330 p.(With V.I. Babitsky.)
- Усреднение в квазиконсервативных системах : маятниковые и виброударные системы / В. Ш. Бурд, В. Л. Крупенин. — Москва : Белый Ветер, 2016. — 169 с. : ил.; 21 см. — (Библиотека журнала «Вестник научно-технического развития»).; ISBN 978-5-905714-96-2 : 100 экз.

### Избранные статьи
- George Nerubenko, Vitaliy Krupenin, Cyril Nerubenko. Vehicle hybrid free-piston engine-generator. engineering for rural development. Jelgava, 24.-26.05.2017. DOI: 10.22616/ERDev2017.16.N020.

### Учебники
- Нелинейная динамика ультразвуковых технологических процессов : учебник для обучающихся по направлению «Машиностроение» уровней магистратуры и подготовки кадров высшей квалификации / В. К. Асташев, В. Л. Крупенин ; Министерство образования и науки Российской Федерации, Федеральное государственное бюджетное образовательное учреждение высшего образования Московский государственный университет печати имени Ивана Фёдорова, [Институт принтмедиа и инновационных технологий]. — Москва : МГУП имени Ивана Фёдорова, 2016. — 371 с. : ил.; 20 см; ISBN 978-5-8122-1325-1 : 50 экз.

### Диссертации
- Крупенин, Виталий Львович. Параметрические колебания виброударных систем : диссертация … кандидата физико-математических наук : 01.02.06. — Москва, 1979. — 185 с. : ил.

### Научно-популярные издания
- Машины ударного действия : (Традиц. и нетрадиц. техника) / В. И. Бабицкий, В. Л. Крупенин. — М. : Знание, 1985. — 63 с. : ил.; 20 см. — (Новое в жизни, науке, технике).